# William John Sullivan
William John Sullivan (6 de desembre de 1976), més conegut com a John Sullivan, és un important activista pel programari lliure, furoner i escriptor. Des del 2011 és director executiu de la Free Software Foundation, on treballa des de principis del 2003. És també portaveu i webmaster del Projecte GNU i mantenidor dels paquets «PlannerMode» i «Delicious El» per l'editor de text GNU Emacs.
Actiu, com a membre de la comunitat del programari lliure i de la «cultura lliure», Sullivan té un BA en filosofia per la Universitat Estatal de Michigan i un MFA (Master of Arts) en escriptura i poesia. A la universitat, participà en concursos de debat amb bons resultats assolint la final del CEDA Nationals i les semifinals del National Debate Tournament.
Fins a l'any 2007, va ser el contacte principal de les organitzacions Defective by Design, BadVista i Play Ogg. Així mateix, també va exercir com a chief-webmaster del Projecte GNU, fins al juliol del 2006.
Des de l'any 2011 exerceix com a Director Executiu de la Free Software Foundation.

## Divulgador del Projecte GNU
Com a divulgador del Projecte GNU, en John done conferències en anglès sobre els següents temes:
- Qüestions sobre la gestió de drets digitals (DRM) i la iniciativa contra el DRM, Defective by Design, organitzada per la FSF[7]
- Patents de formats multimèdia, llicències de programari propietari i la iniciativa de la FSF, PlayOgg.org, per promoure l'Ogg Vorbis com a alternativa lliure.
- L'elecció de programari lliure per damunt Microsoft Windows.
- Com pots ajudar: Estratègies per l'organització i la comunicació dels ideals del programari lliure
- Per què el programari hauria de ser lliure?
- Introducció al GPLv3 i a les llicències lliures.
- Projectes de programari lliure d'alta prioritat de la FSF[8]